# جبل إيتون
جبل إيتون (بالإنجليزية: Eaton Mountain) هي منطقة تزلج صغيرة مخصصة للعائلات، تقع في سكوهغان بولاية ماين الأمريكية. تضم 18 مسارًا موزعة بين 5 مسارات للمبتدئين (28٪)، و7 مسارات للمتوسطين (39٪)، و6 مسارات للخبراء (33٪). إلى جانب مصعد كرسي مزدوج وسحب حبل. تتميز إيتون ماونتن بتوفر أكثر من 50٪ من تغطية صنع الثلج، وأكثر من 50٪ من المسارات مهيأة للتزلج الليلي. كما تضم حديقة تضاريس، وتلاً مخصصًا للأنابيب الثلجية، وانخفاضًا رأسيًا يزيد عن 622 قدمًا (190 مترًا).
في نوفمبر 2008، استحوذت عائلة بيرز على شركة “إيتون ماونتن”. ونظرًا لضيق الوقت اللازم لإجراء التحسينات، تقرر إغلاق منطقة التزلج لموسم شتاء 2008-2009، مع خطط لإعادة افتتاحها في خريف 2009. إلا أن المنطقة أُعيد إغلاقها مجددًا اعتبارًا من يناير 2020. اعتبارًا من عام 2019، أُعيد افتتاح منطقة التزلج في إيتون ماونتن بعد فترة من التوقف.

## التضاريس
تضم “إيتون ماونتن” مجموعة متنوعة من التضاريس، تتراوح بين المسارات اللطيفة المتدرجة مثل "فون" (Fawn) و"بادجر" (Badger)، والمسارات المتقدمة مثل “فيشر” (Fisher) و"فوكس" (Fox) التي تتميز بالمنحدرات الحادة والحواف والمساحات الخضراء.

## التاريخ
تم افتتاح أول مصعد في منتجع “إيتون ماونتن” خلال شتاء 1961-1962، وكان من نوع المصعد بالحبال. ويضم الموقع حالياً مصعد كرسي مزدوج ومقبض سحب مخصص للأنابيب الثلجية. في عام 2008، انتقلت ملكية المنتجع إلى عائلة بيرز.

## روابط خارجية
- منطقة التزلج في جبل إيتون
- جمعية التزلج في ولاية ماين
  - صفحة معلومات جبل إيتون